# Klášter sester dominikánek (Střelice)
Klášter sester dominikánek v obci Střelice v okrese Brno-venkov se nachází v ulici Tetčické.
Řeholnice z České kongregace sester dominikánek, které se v roce 1915 usadily dočasně v Lomnici, zakoupily roku 1918 rozestavěný zámeček západně od Střelic. Ten si nechal stavět baron Albert Herberstein, kvůli nedostatku finančních prostředků jej však prodal sestrám. Ty zde provedly nejnutnější úpravy a již v roce 1919 byly do tohoto nového ústavu převezeny z Lomnice mentálně postižené děti. V přízemí se nacházela kaple Panny Marie Bolestné, v ústavu fungovala pomocná škola. Zámeček byl postaven v letech 1913–1914 a 1919, navrhl jej brněnský architekt Bohumír Čermák. Jednalo se o jednopatrovou vilu s mansardovou střechou a 20 pokoji, jež stála na místě dnešní budovy č. o. 71a. V roce 1933 byly před zámečkem, na místě hájenky, postaveny hospodářské budovy (dnes č. o. 69). Sestry zde působily i během druhé světové války (vyjma krátkého období na jejím konci) a po ní. Pomocná škola však byla v roce 1948 zestátněna, sociální ústav potkal podobný osud o dva roky později, přičemž sestry v něm nadále, až do roku 1984, pracovaly. V roce 1963 byl původní klášterní areál darován státu.
Roku 1968 kongregace rozhodla o postavení nového konventního domu (č. o. 67) vedle ústavu, který sestry, sdružené ve stavebním bytovém družstvu Veritas, postavily v letech 1970–1972. Navrhl jej architekt Viktor Dohnal, hlavní obytná část je třípatrová, navazuje na ni jednopatrový trakt s provozními místnostmi, kolmo přízemní objekt a také kaple. Těsně před dokončením ale budovu fakticky převzal stát a od roku 1976 do ní umístil domov důchodců. V 80. letech 20. století vznikla správní budova ústavu (č. o. 71), v roce 1989 byl původní zámeček zbořen a na jeho místě byla postavena nová třípatrová budova (č. o. 71a). Celý areál byl v letech 1990 a 1991 vrácen kongregaci, jež si ponechala pouze nový konventní dům (č. o. 67), který sestry nechaly upravit a zřídily zde kapli Nejsvětější Trojice. Od roku 1993 zde působí komunita sester dominikánek a objekt slouží jako charitní dům pro řeholnice a dům pro zotavení kněží.
Ve zbytku areálu nadále po roce 1989 působí sociální ústav, nyní jako domov pro osoby se zdravotním postižením Zámeček Střelice, příspěvková organizace Jihomoravského kraje. V letech 2000 a 2001 byly původní hospodářské budovy kláštera (č. o. 69) výrazně přestavěny.
V roce 2019 oslavil střelický klášter a ústav 100. výročí založení.
V listopadu 2022 se konala mimořádná generální kapitula, na které bylo rozhodnuto, že konvent bude zrušen a sestry v létě 2023 přestěhovány do Brna na Veveří 27. Během jara 2023 proběhla řada jednání se zájemci o koupi střeleckého domu. Majitelem domu se k 1. srpnu stala Komunita blahoslavenství. Ke stejnému datu zanikl konvent sester dominikánek ve Střelicích.